# Clan Struan
Le Clan Struan est un clan écossais des Highlands, issu du Clan Donnachaidh qui porte désormais le nom de Clan Robertson.

## Origine
La fortune du clan Struan est lié à Robert le « Bon grisonnant » de Struan, quatrième chef du clan Donnachaidh qui traqua et prit Robert Graham (en), l'un des conspirateurs de la mort du roi Jacques Ier d'Écosse avant de le remettre à la reine Jeanne Beaufort qui le fit exécuter.
Les terres de Robert le Grisonnant furent alors érigées en baronnie rehaussant ainsi le prestige du clan. Un homme enchaîné dans les armoiries des Struan rappelle cet épisode fondateur.

## Histoire
Après la mort de Robert le Grisonnant des blessures reçues lors d'un combat contre son neveu l'évêque de Dunkeld, son fils Alexandre lui succède comme cinquième chef du Clan. Il ordonna en représailles d'arroser de flèches le nouvel évêque de Dunkeld pendant qu'il servait la messe et ne peut échapper à l'excommunication qu'après l'intervention de son beau-père Glamis[Information douteuse].
Une trentaine d'années après Elisabeth d'Atholl, fille de John Stuart, 1er comte d'Atholl, et petite-fille de la reine Jeanne Beaufort, fut promise à Duncan, le fils d'Alexandre et le petit-fils de Robert le Grisonnant. Après la mort prématuré de Duncan, son père Alexandre épouse lui-même Elisabeth Stuart malgré une grande différence d'âge. Cette union fut fructueuse et scella l'alliance entre les Robertson et les Stuart d'Atholl.